# Comuna Smîkiv, Sokal
Smîkiv (în ucraineană Смиків) este o comună în raionul Sokal, regiunea Liov, Ucraina, formată din satele Bodeaciv, Mativ, Smîkiv (reședința) și Zalîjnea.

## Demografie
Componența lingvistică a comunei Smîkiv
     Ucraineană (99,72%)
     Alte limbi (0,09%)
Conform recensământului din 2001, majoritatea populației comunei Smîkiv era vorbitoare de ucraineană (99,72%), existând în minoritate și vorbitori de alte limbi.